# Lopinavir/ritonavir
Lopinavir/ritonavir è una associazione farmacologica, caratterizzato dalla unione in un'unica capsula di 133,3 mg di lopinavir e 33,3 mg di ritonavir.
L'associazione è utilizzata per il trattamento dell'infezione da HIV e combina lopinavir (che non è in commercio come farmaco a sé stante) con una dose subterapeutica di ritonavir. Nella associazione il ruolo svolto da ritonavir è quello di potenziatore farmacocinetico ed inibitore del citocromo P450 isoenzima 3A4 con conseguente inibizione del metabolismo di lopinavir ed incremento della sua esposizione farmacologica.

## Usi clinici
Lopinavir/ritonavir trova indicazione, generalmente associato ad altri agenti antiretrovirali, per il trattamento dell'infezione da virus HIV-1 negli adulti e nei bambini di almeno 2 anni di età. Dal 2006 lopinavir/ritonavir fa parte della terapia di associazione di prima linea raccomandata dal US Department of Health and Human Services (US DHHS).

## Effetti avversi ed indesiderati
L'effetto collaterale più comune registrato nel corso della terapia con lopinavir/ritonavir è la nausea e la diarrea, quest'ultima raramente di intensità tale da richiedere la sospensione del trattamento. Altri eventi relativamente comuni sono il dolore addominale, l'astenia, il vomito, la cefalea e, in genere nei bambini, il rash cutaneo. In alcuni soggetti sono stati segnalati alcuni casi di ipertrigliceridemia e pancreatite. Lopinavir/ritonavir specialmente se associati a inibitori nucleosidici della transcriptasi inversa possono causare aumenti della creatinfosfochinasi, mialgia, miosite ed in rari casi rabdomiolisi. Oltre alla ipertrigliceridemia raramente si possono verificare altre anomalie metaboliche quali ipercolesterolemia, resistenza all'insulina, iperglicemia e iperlattosemia. Sono segnalati casi di trombocitopenia. Specialmente in soggetti con pregressa coronaropatia, anormalità del sistema di conduzione, cardiopatia ischemica, cardiomiopatia è possibile si verifichino disturbi quali cardiopalmo, edema polmonare, ipertensione arteriosa, aritmie e blocchi atrioventricolari.

## Controindicazioni
L'associazione è controindicata in pazienti con accertata ipersensibilità a lopinavir oppure a ritonavir. Entrambi i principi attivi della associazione sono inibitori del citocromo P450 isoenzima CYP3A. Astemizolo, terfenadina, midazolam, riazolam, cisapride, pimozide, amiodarone, e gli alcaloidi della segale cornuta non devono essere utilizzati in quanto l'associazione ne riduce la clearence elevandone le concentrazioni plasmatiche con i rischi conseguenti.

## Dosi terapeutiche
Si premette che l'utilizzo di lopinavir/ritonavir deve essere prescritto e valutato nel tempo da medici esperti nel trattamento dell'infezione da HIV. Ciò detto il dosaggio usuale consiste in tre capsule bid (bis in die, cioè due volte al giorno) per via orale e preferibilmente con i pasti. In Italia il farmaco è disponibile nella forma farmaceutica di capsule e sospensione orale (per soggetti con difficoltà di deglutizione).